# Epinephelus cifuentesi
Epinephelus cifuentesi är en fiskart som beskrevs av Lavenberg och Grove, 1993. Epinephelus cifuentesi ingår i släktet Epinephelus och familjen havsabborrfiskar. IUCN kategoriserar arten globalt som nära hotad. Inga underarter finns listade i Catalogue of Life.